# Volksbank Schwäbisch Gmünd

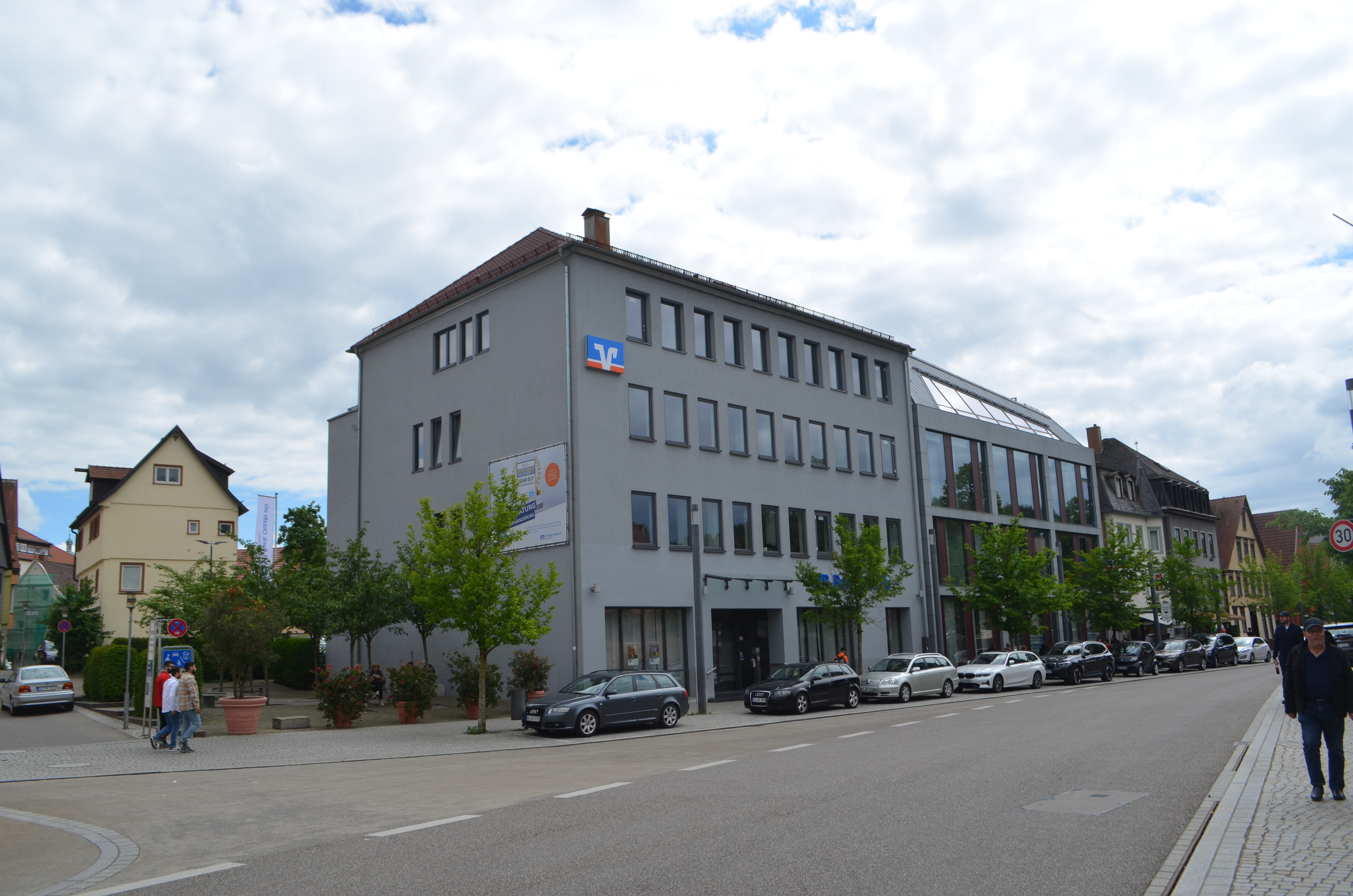
Volksbank Schwäbisch Gmünd in der Ledergasse

Die Volksbank Schwäbisch Gmünd eG war eine deutsche Genossenschaftsbank mit Sitz in Schwäbisch Gmünd, Baden-Württemberg. 

## Geschichte
Die Volksbank Schwäbisch Gmünd wurde 1868 gegründet. Im Jahre 2017 wurde die Bank auf die VR-Bank Aalen eG Volksbank Raiffeisenbank, jetzt: VR-Bank Ostalb eG, verschmolzen.

## Rechtsgrundlage
Die Volksbank Schwäbisch Gmünd war Teil der genossenschaftlichen Finanzgruppe Volksbanken Raiffeisenbanken und Mitglied beim Bundesverband der Deutschen Volksbanken und Raiffeisenbanken (BVR) sowie dessen Sicherungseinrichtung. Rechtsgrundlagen der Bank waren das Genossenschaftsgesetz und die Satzung. Die Organe der Genossenschaftsbank waren der Vorstand, der Aufsichtsrat und die Vertreterversammlung.

## Verbundpartner
Wie jede Volksbank arbeitete auch die Volksbank Schwäbisch Gmünd mit den Verbundpartnern der Genossenschaftliche Finanzgruppe Volksbanken Raiffeisenbanken zusammen:
- DZ Bank
- Bausparkasse Schwäbisch Hall
- R+V Versicherung
- Union Investment
- WL Bank
- Münchener Hypothekenbank
- DG Hyp
- DZ Privatbank
- VR Leasing Gruppe
- easyCredit (Teambank)
- Süddeutsche Krankenversicherung